# Jampilczyk
Jampilczyk (ukr. Ямпільчик) – wieś na Ukrainie, w obwodzie chmielnickim, w rejonie kamienieckim, w hromadzie Czemerowce. Liczy 716 mieszkańców.